# 1350-talet

## Händelser
- 1350 - Magnus Erikssons landslag stadfästs, liksom allmänna stadslagen för Sveriges städer.
- 1350-1351 - Digerdöden härjar Sverige och Finland.

## Födda
- 1353 - Margareta, drottning av Danmark 1387-1412, Norge 1387-1412 och Sverige 1389-1412.

## Avlidna
- 1359 - Erik Magnusson, svensk kung 1357-1359 (död i pest).